# 尼古拉教堂 (柏林)

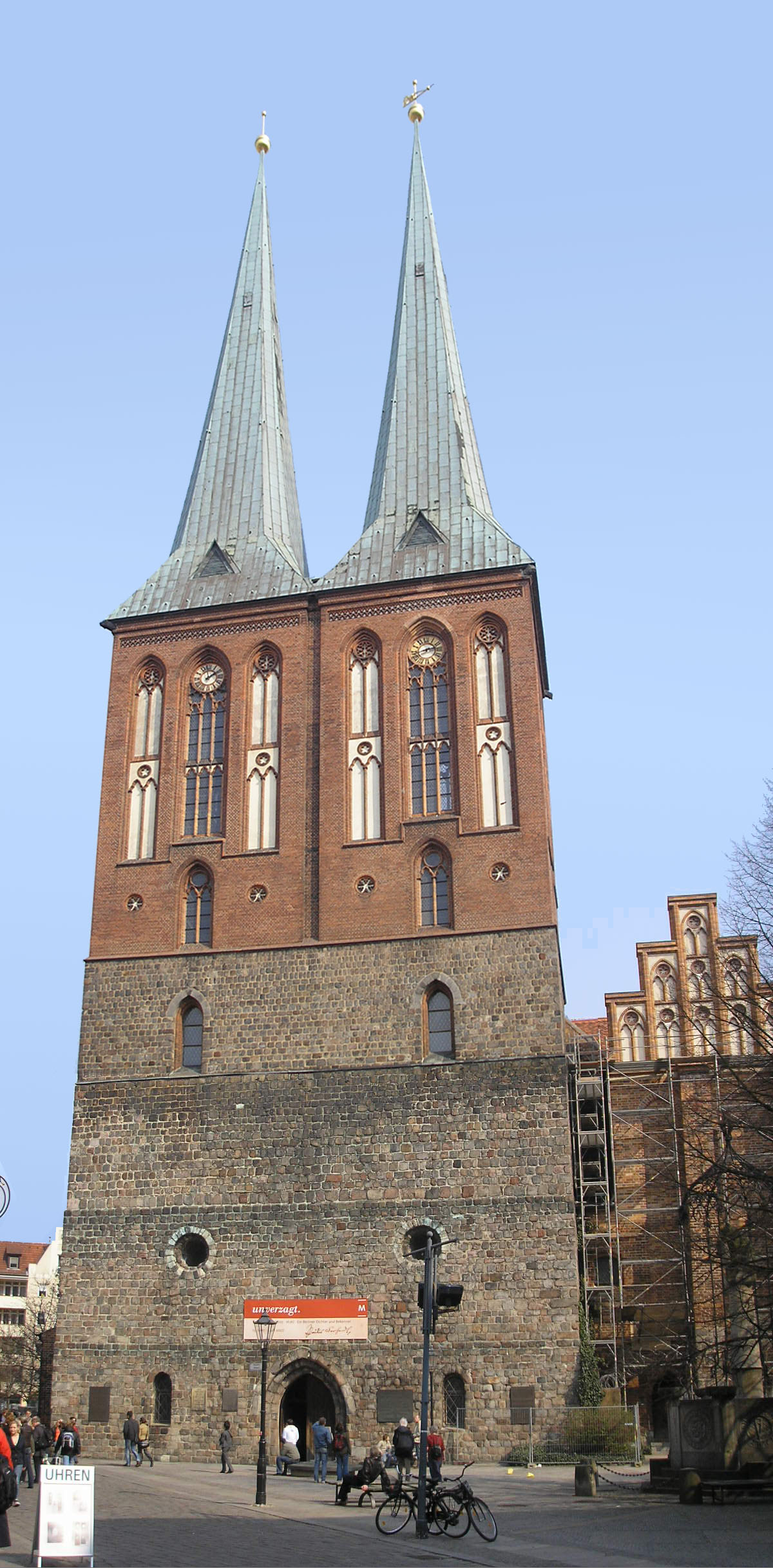
尼古拉教堂

尼古拉教堂（德语：Nikolaikirche）是德国首都柏林最古老的教堂，位于米特区（市中心）东部。教堂周围地区，以Spandauer街、Rathaus街、施普雷河和磨坊街（Mühlendamm）为界，称为尼古拉街区，是一个复原的中世纪建筑（有时是仿建）的地区。该教堂兴建于1220年到1230年，和不远处亚历山大广场上的圣马利亚教堂，一同列为柏林最古老的教堂。

## 历史
尼古拉教堂原来是一座天主教堂，宗教改革后改为路德会教堂。17世纪，著名的圣诗作者保羅·葛哈德担任该堂主任牧师，作曲家Johann Crueger担任音乐指挥。著名的路德宗神学家Philipp Jacob Spener从1691年到1705年担任该堂主任牧师。从1913年到1923年尼古拉教堂的主任牧师是 Wilhelm Wessel博士，他的儿子Horst Wessel后来是一个著名的纳粹：家族居住在附近的Jüdenstraße。
今天，尼古拉教堂主要是重建的产物，因为原来的教堂在二战中已经被盟军炸弹夷为平地。3个铭牌记录了教堂的历史和毁灭。战后，这片废墟归属东柏林。1981年，德意志民主共和国政府批准按原有设计重建这座教堂。今天，这座教堂被改为音乐厅和博物馆。